# 1991 TB1
1991 TB1 är en asteroid i huvudbältet som upptäcktes den 10 oktober 1991 av den amerikanske astronomen Perry Rose vid Palomarobservatoriet.
Den tillhör asteroidgruppen Apollo.